# Гротън
Гротън (на английски: Groton) е град в американския щат Кънектикът. Населението на града е 39 075 жители (по приблизителна оценка от 2017 г.).
Главен работодател на града е фирмата Electric Boat, корабостроителница на General Dynamics, която строи главно подводници за военноморския флот на САЩ. Оттук са пуснати подводниците USS Nautilus (SSN-571) (като първа ядрена подводница) и USS Скорпиън (SSN-589), която впоследствие потъва на 22 май 1968 г.

## Училища
- Charles Barnum School
- Claude Chester School
- Colonel Ledyard School
- Eastern Point School
- Groton Heights School
- Mary Morrison School
- Noank School
- Pleasant Valley School
- S. B. Butler School
- Cutler Middle School
- Fitch Middle School
- West Side Middle School
- Fitch Senior High School

## Личности
Родени в Гротън
- Пиер Тю (р. 1955), астронавт